# Kragujevac
Kragujevacⓘ (Aussprache: [ˈkrǎɡujɛvats]; serbisch-kyrillisch Крагујевац), deutsch veraltet Kraggorewatz auch Kragujewatz, ist die viertgrößte Stadt in Serbien. Die Stadt selbst hat knapp 150.835 Einwohner, die nach ihr benannte Gemeinde etwa 180.000 Einwohner. Sie ist der Verwaltungssitz des zentralserbischen Bezirks Šumadija. Die Stadt besitzt eine gut entwickelte Waffen- und Automobil-Industrie. 1838 wurde in Kragujevac die erste Hochschule Serbiens der jüngeren Geschichte gegründet; ebenso wie das erste Gymnasium, die erste Druckerei (beide im Jahre 1833), das heutige Knjaževsko-srpski teatar (1834) und die erste Militärakademie (1837).

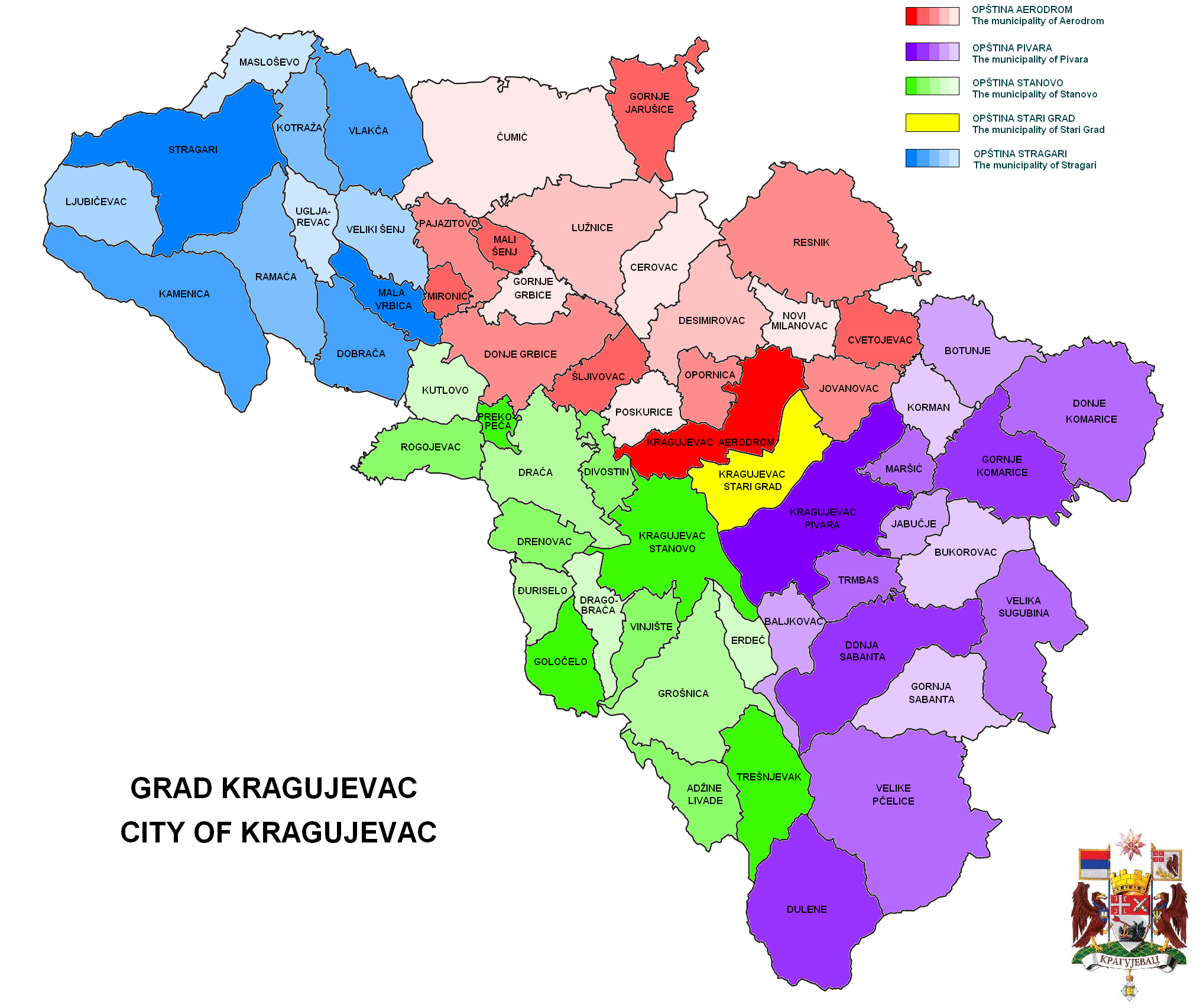
Stadtbezirke

Kragujevac ist Partnerstadt von Ingolstadt und seit 1961 von Suresnes (Frankreich).

## Geographische Lage
Kragujevac liegt ca. 140 km südöstlich von Belgrad in der Region und dem gleichnamigen Bezirk Šumadija zentral in der Republik Serbien.

## Stadtgliederung
Die Stadt Kragujevac besteht aus fünf Stadtbezirken, die jeweils in mehrere Katastralgemeinden unterteilt sind. Stragari ist der einzige Stadtbezirk, welcher nicht im urbanen Zentrum der Stadt, sondern im Nordwesten an der Stadtgrenze liegt. Der Stadtbezirk Stari Grad ist nicht weiter unterteilt und ist damit der kleinste Stadtbezirk:
| - Stadtbezirk Aerodrom - Aerodrom - Jovanovac - Cvetojevac - Novi Milanovac - Resnik - Desimirovac - Opornica - Cerovac - Poskurice - Šljivovac - Lužnice - Gornje Grbice - Donje Grbice - Pajazitovo - Mironjić - Mali Šenj - Čumić - Gornje Jarušice | - Stadtbezirk Pivara - Pivara - Trmbas - Baljkovac - Gornja Sabanta - Donja Sabanta - Dulene - Velike Pčenice - Velika Sugubina - Bukorovac - Jabučje - Maršić - Korman - Botunje - Gornje Komarice - Donje Komarice - Belosevac | - Stadtbezirk Stanovo - Stanovo - Trešnjevak - Adžine Livade - Grošnica - Erdeč - Goločelo - Dragobraća - Đuriselo - Drenovac - Divostin - Drača - Prekopeča - Rogojevac | - Stadtbezirk Stragari - Masloševo - Kotraža - Vlakča - Veliki Šenj - Ugljarevac - Mala Vrbica - Dobrača - Ramaća - Kamenica - Ljubičevac | - Stadtbezirk Stari grad - Stari grad |

## Geschichte

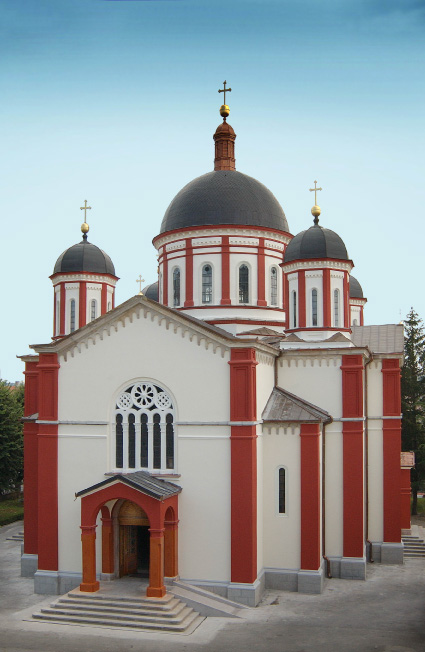
Serbisch-orthodoxe Mariä-Entschlafens-Kathedrale in Kragujevac

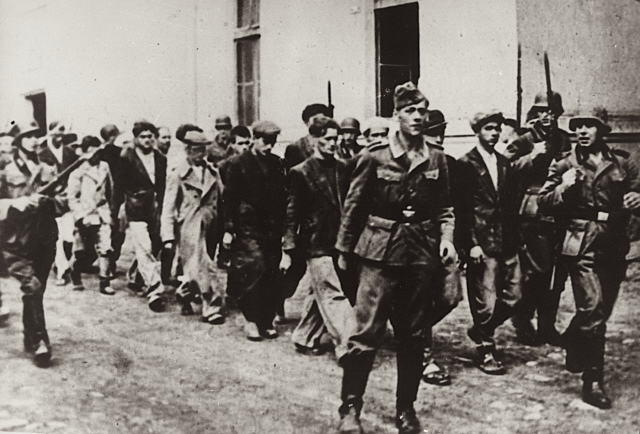
Bürger von Kragujevac und Umgebung werden zur Exekution geführt, 21. Oktober 1941

Die Stadt wurde erstmals im 15. Jahrhundert in türkischen Dokumenten als Stadt des Kragujevdža erwähnt. Mit Kragujevdža war ein Raubvogelfänger gemeint, da Kraguj auf Serbisch eine Art des Sperbers bezeichnet. Kragujevac ließe sich etwa mit Sperberstadt übersetzen. In der Periode von 1818 bis 1839 fungierten Kragujevac und Požarevac als Hauptstädte Serbiens. Von 1839 bis 1867 war zwar Belgrad offiziell Hauptstadt Serbiens, aber aufgrund der Präsenz eines osmanischen Regiments in der Belgrader Festung Kalemegdan (Serbien war zu dem Zeitpunkt ein autonomes Fürstentum im Osmanischen Reich) verblieben alle wichtigen staatlichen Institutionen in Kragujevac. 1867 zwang Fürst Mihailo Obrenović die letzten osmanischen Regimenter, das Fürstentum zu verlassen (→ Serbisch-Osmanischer Krieg). Belgrad wurde endgültig zur Hauptstadt erklärt und alle staatlichen Institutionen wurden dorthin verlegt. Von 1869 bis 1884 wurde im Stadtzentrum Kragujevacs die Serbisch-orthodoxe Mariä-Entschlafens-Kathedrale erbaut.
Im Zweiten Weltkrieg besetzte die deutsche Wehrmacht während des Balkanfeldzuges im April 1941 das Königreich Jugoslawien und das Königreich Griechenland. Am 21., 22. und 23. Oktober 1941 erschossen Wehrmacht-Soldaten als Vergeltung für einen Partisanenangriff innerhalb von drei Tagen 2794 Bewohner, darunter 300 Schüler und 18 Lehrer des örtlichen Gymnasiums. Das Gedenken findet in Serbien jährlich am 21. Oktober statt, dem ersten Tag des Massakers. Mehrere Denkmäler im Gedenkpark 21. Oktober erinnern an die damaligen Opfer (siehe Massaker von Kraljevo und Kragujevac). Diese Gewalttaten inspirierten die Dichterin Desanka Maksimović zum Gedicht Krvava Bajka (Blutiges Märchen). Im Gedenken an den Krieg und das schreckliche Massaker engagierte sich die Stadt in der Friedensarbeit. Sie rief mehrere Wettbewerbe aus, bei denen Künstler für ihre Arbeiten für den Frieden ausgezeichnet werden, z. B. einen Wettbewerb für Antikriegskarikaturen. Für dieses Engagement wurde die Stadt im Jahr 1986 von der UNO ausgezeichnet und bekam 1988 die Friedensmedaille der französischen Stadt Verdun. Letzter Überlebender des Massakers war Dragoljub Jovanović (1924–2018), der spätere langjährige Direktor des Šumarice-Gedenkparks, der zum Zeitpunkt des Massakers 16 Jahre alt war. Er wurde von mehreren Kugeln in die Beine getroffen und überlebte, indem er sich tot stellte. Er gehört zu rund 40 Überlebenden des Massakers. Mit Bundestagsvizepräsidentin Claudia Roth besuchte erstmals eine deutsche Politikerin von Rang vom 20. bis 22. Oktober 2021 die Gedenkveranstaltung zum 80. Jahrestag des Massakers.

### Bevölkerung
| Jahr | Einwohnerzahl Gemeinde (opština) Kragujevac |
| ---- | ------------------------------------------- |
| 1961 | 104.782                                     |
| 1971 | 130.551                                     |
| 1981 | 164.823                                     |

## Religion
In der Umgebung von Kragujevac gibt es einige mittelalterliche Klöster und Kirchen wie die Klöster Divostin und Hl. Nikolaus (Sv. Nikola), beide aus dem 13. Jahrhundert, und das noch ältere Kloster Drača, welche schon zur Zeit der Schlacht auf dem Amselfeld im Jahre 1389 existierten. Damals wurde dokumentiert, dass am Tag der Schlacht und den Tagen davor eine enorm große Anzahl von Frauen, Kindern und älteren Personen die Klöster besuchten, um zu beten.
Die Kirche der Verbrennung der Reliquien des Hl. Sava besteht seit 2000.

## Kultur
Der Verein „Abrašević“ mit seinen ca. 600 Mitgliedern zählt zu den größten Kulturvereinen Serbiens.
In der Stadt findet man viele architektonische Stile, traditionelle Gebäude im serbisch-türkischen Balkanstil neben klassizistischer Architektur aus dem 19. Jahrhundert, sozialistischer Einheitsbauweise und modernen Wolkenkratzern.

## Wirtschaft

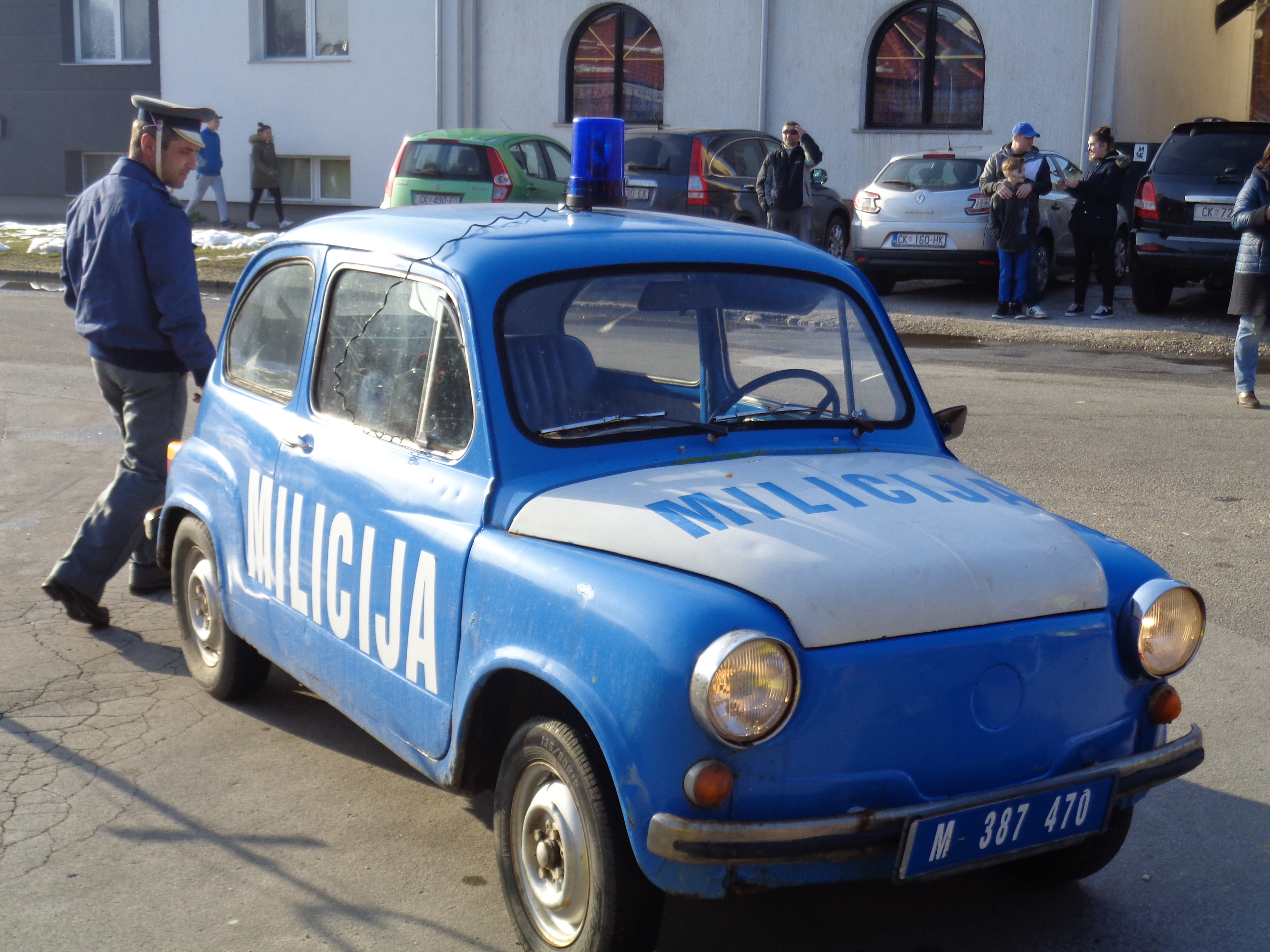
Zastava 750 vom Automobilhersteller „Zastava“

Kragujevac ist eine wichtige Industriestadt in Zentralserbien. Das bekannteste Unternehmen ist der Automobil- und Waffenhersteller Zastava, der das ehemalige Jugoslawien seit den 1950er Jahren mit Autos versorgte, darunter die Fića-Modelle (Zastava 750), eine frühere Lizenzversion des Fiat 600, und der Yugo Koral.
Nach einem im September 2008 abgeschlossenen Vertrag zwischen der serbischen Regierung und Fiat hat das Unternehmen 2009 begonnen, ein neues Autowerk in Kragujevac zu errichten. Es sind dabei Investitionen von insgesamt einer Milliarde Euro geplant. Bis Ende des Jahres 2012 sollten im Fiat-Werk 2.400 Arbeitsplätze sowie 1.000 weitere bei Zuliefererbetrieben in der Umgebung entstehen. Bei voller Auslastung kann nach Angaben von Fiat das Werk bis zu 200.000 Fahrzeuge pro Jahr produzieren.

## Verkehr

### Straßenverkehr
Kragujevac besitzt ein relativ gut ausgebautes und dichtes Straßennetz. Zurzeit wird ein Autobahnzubringer gebaut, die die Stadt mit der Autobahn Belgrad–Preševo verbinden soll.

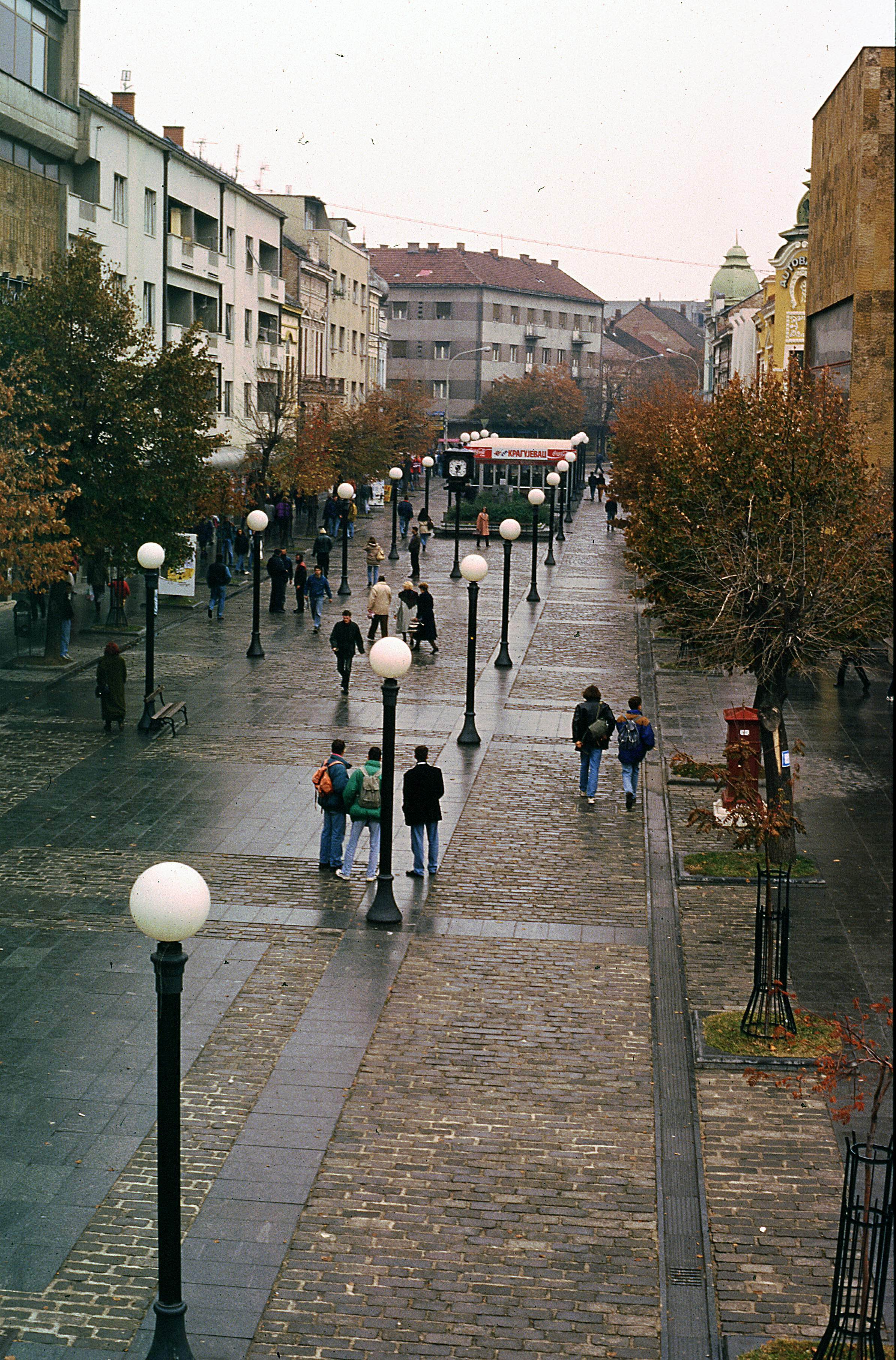
Fußgängerzone im Zentrum der Stadt

### Busverkehr
Der Busbahnhof befindet sich neben dem Bahnhof. Das innerörtliche Stadtbusnetz gilt als sehr dicht ausgebaut.
Von Kragujevac aus bestehen Fernbusverbindungen in andere serbische Großstädte (z. B. Belgrad) sowie ins Ausland (z. B. Wien).

### Zugverkehr
Seit 1886 besitzt Kragujevac einen Eisenbahnanschluss durch die Bahnstrecke Kragujevac – Lapovo. Reisende nach Belgrad müssen in Lapovo umsteigen. Dort besteht Anschluss an die transeuropäische Bahnstrecke Belgrad–Niš (–Sofia/Istanbul/Skopje/Thessaloniki). Die Strecke wird heute von der serbischen Eisenbahngesellschaft Železnice Srbije betrieben. Es fährt fünfmal pro Tag ein Zug von Kragujevac nach Lapovo (Stand 2020).
|                              | 1965    | 1967    | 1972    | 1975    | 1980    | 1983    | 1987    |
| ---------------------------- | ------- | ------- | ------- | ------- | ------- | ------- | ------- |
| Anzahl abgereister Fahrgäste | 672.000 | 599.000 | 293.000 | 248.000 | 226.000 | 261.000 | 331.000 |

## Partnerstädte
Kragujevac unterhält mit den folgenden Städten eine Städtepartnerschaft:
- Suresnes,  Frankreich (seit 1967, unterbrochen von 1992 bis 1997)
- Pitești,  Rumänien (seit 1971)
- Trenčín  Slowakei
- Oppeln,  Polen
- Bydgoszcz,  Polen (seit 1971)
- Bielsko-Biała,  Polen (seit 2002)
- Springfield,  Vereinigte Staaten (seit 2002)
- Ohrid,  Nordmazedonien (seit 2002)
- Ingolstadt,  Deutschland (seit 2003)
- Hannover,  Deutschland
- Carrara,  Italien
- Reggio nell’Emilia,  Italien (seit 2004)
- Verona,  Italien [17]
- Mostar,  Bosnien und Herzegowina
- Foča,  Bosnien und Herzegowina
- Mahiljou,  Belarus (seit 2006)
- Karlovac,  Kroatien
- Drama,  Griechenland
- Bat Jam,  Israel
- Jericho,  Palästina (seit 2011)

## Söhne und Töchter der Stadt
- Milan Obrenović II. (1819–1839), Fürst
- Mihailo Obrenović (1823–1868), Fürst
- Jovan Ristić (1831–1899), Ministerpräsident Serbiens
- Radomir Putnik (1847–1917), Generalstabschef der serbischen Armee
- Bogoljub Jevtić (1886–1960), Ministerpräsident und Außenminister Jugoslawiens
- Milica Krstić (1887–1964), Architektin
- Mija Aleksić (1923–1995), Schauspieler
- Branislav Ciga Jerinić (1932–2006), Schauspieler
- Dragomir Bojanić (1933–1993), Schauspieler
- Latinka Perović (1933–2022), Politikwissenschaftlerin und Politikerin
- Slobodan Čendić (1938–2023), Fußballtrainer
- Nataša Kandić (* 1946), Menschenrechtsaktivistin
- Mirko Babić (* 1948), Schauspieler
- Tomislav Nikolić (* 1952), ehemaliger Präsident Serbiens
- Gorica Popović (* 1953), Schauspielerin
- Mirko Puzović (* 1956), Boxer
- Miroslav Jović (* 1971), Fußballspieler und -trainer
- Predrag Đorđević (* 1972), Fußballspieler
- Stevan Pletikosić (* 1972), Sportschütze
- Marija Šestak (* 1979), jugoslawisch-slowenische Leichtathletin
- Danko Lazović (* 1983), Fußballspieler
- Jelena Tomašević (* 1983), Sängerin
- Katarina Bulatović (* 1984), Handballspielerin
- Marija Šerifović (* 1984), Sängerin
- Milan Đukić (* 1985), Handballspieler
- Nemanja Pejčinović (* 1987), Fußballspieler
- Nemanja Tomić (* 1988), Fußballspieler
- Slavko Perović (* 1989), Fußballspieler
- Zlatko Muhović (* 1990), Fußballspieler
- Luka Milivojević (* 1991), Fußballspieler
- Violeta Slović (* 1991), Fußballspielerin
- Filip Kostić (* 1992), Fußballspieler
- Filip Holender (* 1994), ungarischer Fußballspieler
- Ivan Mošić (* 1994), Handballspieler
- Kristina Nenadović (* 2002), französische Radsportlerin